# 2-je Nikolskoje (rejon miedwieński)
2-je Nikolskoje, także Wtoroje Nikolskoje (ros. 2-е Никольское, Второе Никольское) – wieś (ros. деревня, trb. dieriewnia) w zachodniej Rosji, w sielsowiecie kitajewskim rejonu miedwieńskiego w obwodzie kurskim.

## Geografia
Miejscowość położona jest nad rzeką Połnaja (lewy dopływ Sejmu), 3,5 km od centrum administracyjnego sielsowietu (2-ja Kitajewka), 19 km na północny wschód od centrum administracyjnego rejonu (Miedwienka), 29 km na południowy wschód od Kurska, 19 km od drogi magistralnej (federalnego znaczenia) M2 «Krym».
Klimat
Miejscowość, jak i cały rejon, znajduje się w strefie klimatu kontynentalnego z łagodnym ciepłym latem i równomiernie rozłożonymi opadami rocznymi (Dfb w klasyfikacji klimatów Köppena).

## Demografia
W 2010 r. wieś zamieszkiwały 3 osoby.